# Igrzyska Wspólnoty Narodów 1978
     państwa debiutujące
     państwa, które brały już udział w Igrzyskach

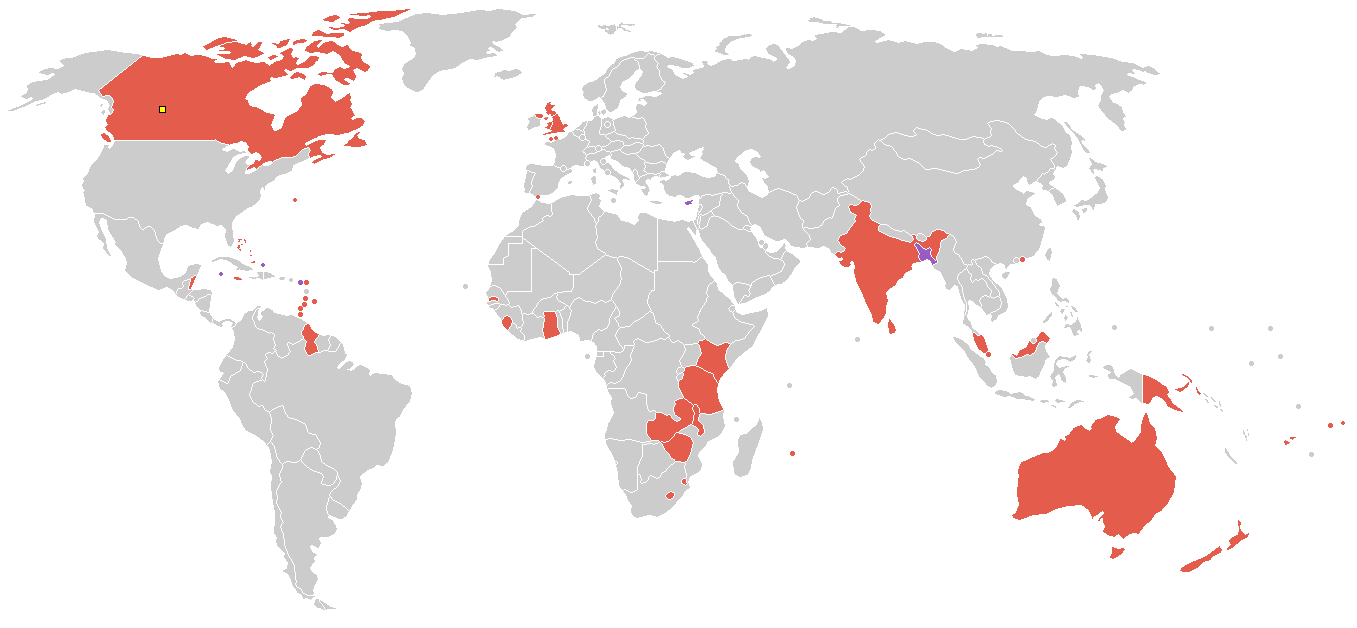
Państwa biorące udział w Igrzyskach Wspólnoty Narodów w 1978 roku:
państwa debiutujące
państwa, które brały już udział w Igrzyskach

Igrzyska Wspólnoty Narodów 1978 odbyły się w Edmonton. W imprezie wzięło udział 1405 sportowców z 46 narodowych reprezentacji, z których sześć zadebiutowało. Były to:
- Bangladesz
- Belize
- Cypr
- Kajmany
- Saint Kitts i Nevis
- Turks i Caicos

Reprezentacja wysp Turks i Caicos liczyła 13 sportowców, jednak żaden z nich nie zdobył medalu. Najwięcej medali w 1978 roku zdobyli reprezentanci Kanady, którzy pierwszy raz w historii zajęli pierwsze miejsce w klasyfikacji medalowej IWB.
W kalendarzu Igrzysk znalazło się dziesięć dyscyplin sportowych: badminton, boks, gimnastyka, kolarstwo, kręglarstwo, lekkoatletyka, nurkowanie, pływanie, podnoszenie ciężarów, strzelectwo i zapasy.
Podczas Igrzysk w Edmonton padły cztery rekordy IWB, które przetrwały do dziś. Australijski kolarz, Phillip Grant Anderson przejechał dystans 117 mili angielskich w rekordowym czasie poniżej 4,5 godziny. Męska reprezentacja Kanady w kolarstwie pobiła rekord IWB w sprincie drużynowym. Alister Allan zdobył 1194 punkty w strzelaniu z odległości 50 metrów, co jest rekordem Igrzysk do chwili obecnej. Poza tym Tracey Lee Wickham z Australii przepłynęła dystans 800 metrów stylem dowolnym w rekordowym czasie 8 minut i 24,62 sekundy.
Klasyfikacja medalowa
| Miejsce | Kraj              |    |    |    | Razem |
| 1.      | Kanada            | 45 | 31 | 33 | 109   |
| 2.      | Anglia            | 27 | 27 | 33 | 87    |
| 3.      | Australia         | 24 | 33 | 27 | 84    |
| 4.      | Kenia             | 7  | 6  | 5  | 18    |
| 5.      | Nowa Zelandia     | 5  | 6  | 9  | 20    |
| 6.      | Indie             | 5  | 5  | 5  | 15    |
| 7.      | Szkocja           | 3  | 6  | 5  | 14    |
| 8.      | Jamajka           | 2  | 2  | 3  | 7     |
| 9.      | Walia             | 2  | 1  | 5  | 8     |
| 10.     | Irlandia Północna | 2  | 1  | 2  | 5     |
| 11.     | Hongkong          | 2  | 0  | 0  | 2     |
| 12.     | Malezja           | 1  | 2  | 1  | 4     |
| 13.     | Ghana             | 1  | 1  | 1  | 3     |
| 13.     | Gujana            | 1  | 1  | 1  | 3     |
| 15.     | Tanzania          | 1  | 1  | 0  | 2     |
| 16.     | Trynidad i Tobago | 0  | 2  | 2  | 4     |
| 16.     | Zambia            | 0  | 2  | 2  | 4     |
| 18.     | Bahamy            | 0  | 1  | 0  | 1     |
| 18.     | Papua-Nowa Gwinea | 0  | 1  | 0  | 1     |
| 20.     | Samoa Zachodnie   | 0  | 0  | 3  | 3     |
| 21.     | Wyspa Man         | 0  | 0  | 1  | 1     |

## Dyscypliny
- Lekkoatletyka  (szczegóły)
- Zapasy  (szczegóły)